# Публий Сульпиций Руф (цензор)
Пу́блий Сульпи́ций Руф (лат. Publius Sulpicius Rufus; умер после 42 года до н. э.) — римский политический и военный деятель из патрицианского рода Сульпициев, цензор 42 года до н. э.

## Биография
Согласно одной из версий, Публий Сульпиций мог приходиться сыном народному трибуну 88 года до н. э., носившему такое же имя. 
В 70 году до н. э. Публий Сульпиций, вероятно, являлся членом суда, рассматривавшего дело Гая Верреса. В 69 году до н. э. был квестором. В 55—50 годах до н. э. — легат Цезаря в Галлии и в Южной Испании во время гражданской войны, где в 49 году до н. э. вёл с сыном Луция Афрания переговоры о сдаче.
В 47 году до н. э. Публий был претором; близ Вибона он сумел отразил нападение флота Гая Кассия Лонгина. В это же время введён в коллегию понтификов.
В 46 году до н. э., имея полномочия пропретора или проконсула Иллирика, был провозглашён императором, после чего сенат назначил моления в его честь; затем Цезарь направил его в Вифинию и Понт.
В 42 году занимал должность цензора с коллегой Гаем Антонием, но люстра не совершал.

## Семья и потомки
В историографии предполагается, что супругой Публия Сульпиция могла быть Юлия — возможно, дочь Гая Юлия Цезаря Страбона Вописка, от брака с которой он имел дочь Сульпицию, впоследствии вышедшую замуж за Луция Корнелия Лентула Крусцеллиона. Однако, согласно альтернативному мнению, дочь Страбона Вописка была женой Сервия Сульпиция Гальбы, претора 54 года до н. э.